# Сеидмахмудлу
Сеидмахмудлу (азерб. Seyidmahmudlu) — село в Физулинском районе Азербайджана.

## История
Впервые упомянуто в 1727 году в источнике Османской империи. Населенный пункт возник в результате поселения поколения Сеидмахмудлу.
С 1993 года село контролировалось сепаратистскими силами Армении. 9 ноября 2020 года в ходе Вооружённого конфликта в Нагорном Карабахе армия Азербайджана взяла контроль над селом.

## Экономика
Население в основном занималось сельским хозяйством-земледелием, скотоводством и животноводством.